# 永宁街道 (广州市)
永宁街道，是中华人民共和国广东省广州市增城区下辖的一个街道办事处。

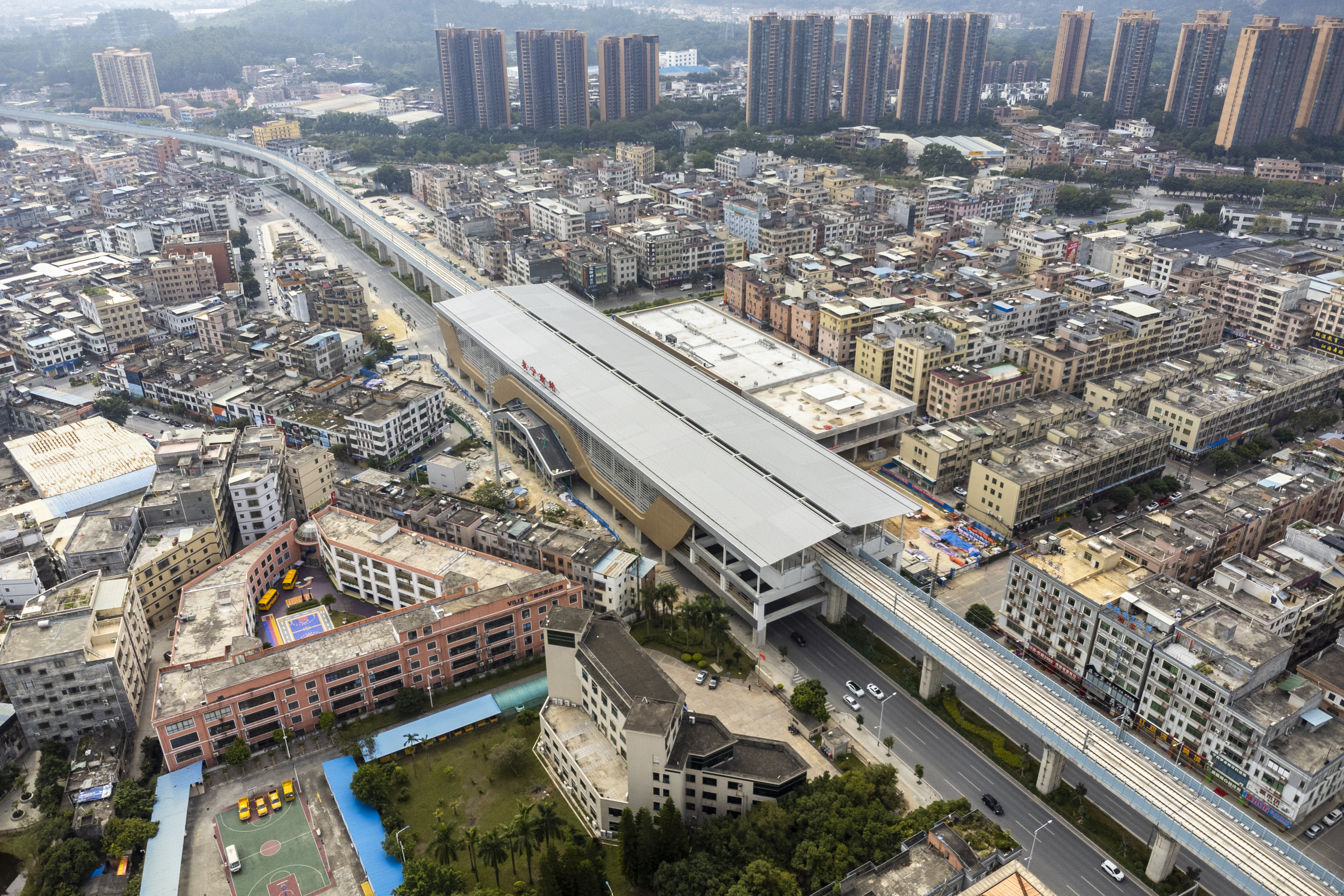
永和社区内的永宁南站

2012年8月28日，广东省民政厅批复同意设立永宁街道办事处，管辖原新塘镇的永和、宁西、凤凰城、凤馨苑、荔湖城、南香山等6个社区居民委员会和叶岭、公安、翟洞、塔岗、蒌元、简村、章陂、陂头、白水、九如、冯村、中元、石迳、斯庄、路边、下元、郭村、湖中、湖东、百湖、岗丰、长岗等22个村民委员会，总面积104.14平方公里，2011年末户籍人口5.09万人，街道办事处驻永和荔香街31号。
2019年7月，永宁街道原管辖的冯村、中元、石迳、斯庄、路边、下元、郭村、湖中、百湖、湖东、九如、白水、章陂等13个村委会和宁西社区居委会调整为宁西街道的行政管辖范围。

## 行政区划
永宁街道下辖以下地区：
永和社区、宁西社区、白水村、章陂村、九如村、陂头村、长岗村、岗丰村、叶岭村、公安村、翟洞村、塔岗村、蒌园村、简村、冯村、中元村、石迳村、路边村、郭村、下元村、百湖村、湖东村、斯庄村和湖中村。
2019年7月调整后，管辖叶岭、公安、翟洞、塔岗、蒌元、陂头、简村、岗丰、长岗等9个村委会和荔湖城、永和、南香山、凤凰城、凤凰城第二、凤凰城第三、凤馨苑等7个社区居委会。